# Ken Smith
Kenneth James Smith MBE (ur. 11 sierpnia 1941 w Auckland) – nowozelandzki kierowca wyścigowy.

## Biografia
Karierę w sportach motorowych rozpoczął w latach 50., początkowo w wyścigach górskich. W wieku 16 lat został mistrzem Nowej Zelandii. W 1962 roku zakupił Lolę i rozpoczął rywalizację w wyścigach płaskich. W 1965 roku zadebiutował Lotusem 22 w Tasman Series. W 1969 roku zajął Lotusem 41B w mistrzostwach Nowej Zelandii trzecie miejsce, a rok później został mistrzem. W latach 1971–1972 wygrał Grand Prix Penangu, a w 1976 roku po raz pierwszy triumfował w Grand Prix Nowej Zelandii. Również w 1976 roku został Lolą T332 mistrzem Nowozelandzkiej Formuły Pacific oraz New Zealand Gold Star Championship. Zajął wówczas również drugie miejsce w Rothmans International Series. Rok później był wicemistrzem Gold Star Championship. W 1979 roku wygrał Grand Prix Malezji i Grand Prix Penangu oraz był drugi w Grand Prix Selangoru. W sezonie 1981 zajął trzecie miejsce w Grand Prix Shah Alam. W 1983 roku rozpoczął używanie Ralta RT4 i zajął wówczas trzecie miejsce w Nowozelandzkiej Formule Pacific. Rok później został mistrzem tej serii, a w roku 1985 ponownie zajął trzecie miejsce. W 1987 roku wystartował w jednym wyścigu serii WTCC. W 1990 roku zdobył trzeci tytuł Nowozelandzkiej Formuły Pacific, wygrał także Grand Prix Nowej Zelandii. Od 1996 roku startował w Formule Ford w edycji nowozelandzkiej i australijskiej. Sezon 2001 zakończył wicemistrzostwem Nowozelandzkiej Formuły Ford. W 2004 roku po raz trzeci wygrał Grand Prix Nowej Zelandii. Od 2008 roku Smith uczestniczy w seriach historycznych, w których zdobył sześć tytułów, w tym pięć w Formule 5000.
W 1987 roku za zasługi dla sportu motorowego otrzymał Order Imperium Brytyjskiego.